# Остаци цркве Светог Ђорђа у Љевоши
Остаци цркве Светог Ђорђа у Љевоши налазе се у селу Љевоша, насељеном месту на територији општине Пећ, на Косову и Метохији. Представљају непокретно културно добро као споменик културе.
Делимично сачувана гробљанска црква није забележена у историјским изворима, па се може претпоставити да је била подигнута као једна од бројних помоћних црквица у близини Пећке патријаршије, у периоду између 14. и 17. века. Црква је подигнута на месту које се звало Ждрелник на брегу изнад Пећке патријаршије. Педесетих година 20. века на том месту је подигнут ловачки дом „Проклетије“.

## Основ за упис у регистар
Решење Покрајинског завода за заштиту споменика културе у Приштини, бр. 990 од 30. 12. 1966. г. Закон о заштити споменика културе (Сл. гласник СР Србије бр. 3/66).